# くるみ油
くるみ油（くるみあぶら）は、クルミ（特にペルシャクルミ）の実を抽出し得られる油である。この油には、多価不飽和脂肪酸や一価不飽和脂肪酸、飽和脂肪酸が含まれる。

## 成分
くるみ油の成分は、主に多価不飽和脂肪酸（総油分の72％）であり、特にαリノレン酸（14％）およびリノール酸（58％）、オレイン酸（13％）、飽和脂肪酸（9％）である。

## 食用での利用
くるみ油は食用油であるが、高価であることから他の油に比べ使用される頻度は少ない。色は淡く、ナッツのような繊細な味や香りをもつ。料理人は、ときおりくるみ油を用いてフライパンで揚げ物の調理をすることがあるが、くるみ油を高温で熱するとくるみ油の風味を損ないわずかに苦みを生じることから、高温でのくるみ油を用いた調理は避けられることが多い。くるみ油は、サラダドレッシングなど冷たい料理に用いられやすい。
低温圧搾製法によるくるみ油は、製作過程で他の製法より多くの油が失われてしまうことから、高価なものになりやすい。精製されたくるみ油は、圧搾機で圧搾され、溶媒によって飽和されられることによって、ナッツの果肉のうち利用できる最も高い割合の油を抽出できる。その後、混合物を華氏400度（摂氏200度）ほどの温度で加熱することにより、溶媒は除去される。どちらの方法によっても、食品水準を充たす食用油を作ることができる。なお、くるみ油は、ナッツ油や種子油、植物油と同じように腐敗するおそれがある。
なお、アメリカで発売されているくるみ油の99％以上が、カリフォルニアで生産されている。

## 芸術での利用
くるみ油はルネサンス期の画家たちにとって最も重要な油であった。速乾性があり黄色みのないくるみ油は、油絵具の薄め材や筆の洗浄剤として最適だったからである。
木工職人のなかには、その安全性から、木製のボウルなど食用に用いられうる道具の仕上げとしてくるみ油を用いることを好む者もいる。薄く木に塗るだけであれば乾いてしまうので、くるみ油の腐敗は問題にならない。木材の仕上げ材として油と蜜蝋を混ぜて調合する人々は、その両方を食用にできることから、くるみ油を価値の高いものとして評価する。通常、くるみ油と蜜蝋は、くるみ油が3分の1、蜜蝋が3分の2の割合で混合される。